# リチャード・ブラウニング
リチャード・ブラウニング（英語: Richard Browning）は、イギリスの発明家、起業家、講演家。アイアンマンのように空を飛ぶことができるジェットスーツを開発したことで有名である。 
2017年3月、ブラウニングは数個の小型ジェットエンジンを用いて飛行するジェットパック『ダイダロスマーク1』を開発するためにグラビティーインダストリー社を設立した。ブラウニングのスーツはギネス世界記録挑戦中に85.06マイル毎時 (136.89 km/h)の速度で飛行することに成功した。
ブラウニングは世界中のメディアから"現実世界のアイアンマン"と呼称されている。
ブラウニングはウルトラマラソンのランナーであり元イギリス海兵隊の予備兵である。2020年9月ブラウニングはダードル・ドア近くでのスタント時に自然保護主義者からの批判にさらされた。

## メディア出演
ブラウニングはBBCのThe One ShowやSky NewsWired.などでライブパフォーマンスを行った。
ほかにも、バンクーバーで一年に一度開催されるTEDのカンファレンスやグラスゴーのTEDxなどでもパフォーマンスを行っている
ブラウニングとそのスーツはロボットウォーズのシリーズ10の第1話にも登場している。近年イギリス本土からワイト島への飛行に成功している｡